# Тимченко Сергій Михайлович
Сергій Михайлович Тимченко (нар. 29 липня 1972, м. Красний Луч Луганської області) — ексголова Державного агентства земельних ресурсів України. Один з членів так званої «сім'ї Януковича».

## Життєпис

### Освіта
- 2003 — закінчив Донбаський гірничо-металургійний інститут.
- 2008 — Донецький університет управління, магістр з менеджменту зовнішньоекономічної діяльності.
- 2012 — закінчив Харківський аграрний університет ім. Докучаєва. За фахом — магістр з менеджменту зовнішньоекономічної діяльності, інженер-землевпорядник.

### Кар'єра
- Працював у Луганську, був заступником директора ТОВ «Мотор Плюс».
- 2003—2005 — завідувач організаційним відділом, заступник голови Луганського відділення Партії регіонів.
- 2005—2007 — помічник народного депутата.
- 2007—2008 — заступник генерального директора Центру державного земельного кадастру при Державному комітеті України по земельних ресурсах.
- З травня 2008 — радник секретаря РНБО Раїси Богатирьової.
- У 2010 році очолив Головне управління контролю над благо устроєм Києва Київської міськдержадміністрації.
- У листопаді 2010-го призначений на посаду заступника генерального директора — керівника технічних програм Держпідприємства «Центр державного земельного кадастру».
- З червня 2011 по березень 2014 року — голова Державного агентства земельних ресурсів України[1][2].
- Автор Державного земельного кадастру України (2013).

### Власність
Тимченку і його сім'ї належить 58,2 га землі, квартира площею 300 м².

### Спортивна діяльність
- 1978 року (у 6 років) почав займатись боксом.
- 1984, 1985 — чемпіон УРСР з боксу.

Спортивні посади:
- 2006—2012 — голова Ради опікунів федерації боксу Львівської області
- 2012—2017 — голова Ради опікунів ММА Росія
- 2008—2015 — засновник бійцівського клубу «Сила Сибіру Вуданг» у Китаї (TIM CHEN CO)

### Сім'я
- Дружина Тимченко Наталія Анатоліївна, виховують 4-х дітей
- з 2017 року живе в США.
- Заснував «Міжнародний Інститут стратегічних земельних реформ» (International Institute of Strategic Land Reforms) у Принстоні, штат Нью-Джерсі

### Нагороди
- 2012 — орден «За заслуги» 3-го ступеня
- 2013 — медаль Кабінету міністрів України
- 2014 — нагорода Союзу ММА